# Otočić Mežanj
Otočić Mežanj är en ö i Kroatien.   Den ligger i länet Zadars län, i den södra delen av landet, 210 km söder om huvudstaden Zagreb. 